# 크누트 베르거
크누트 베르거(Knut Berger, 1975년 ~ )는 독일의 각본가, 연극 배우, 영화배우, 텔레비전 배우이다.
겔젠키르헨에서 태어났다.

## 영화
- 디스 이즈 러브 (2009년)
- 열망(영어판) (2008년)
- 두뇌 길들이기 (2007년)
- 슈가 오렌지 (2004년)
- 워크 온 워터 (2004년)
- 에쥬케이터 (2004년)
- 우리 (2003년)